# Günter La Baume
Günter La Baume (29 de Abril de 1911 - † 4 de Abril de 1944) foi um comandante de U-Boot que serviu na Kriegsmarine durante a Segunda Guerra Mundial.